# Governatorati della Siria

Governatorati della Siria

I governatorati (o province) della Siria (muhāfazāt, singolare muhāfaza) sono la suddivisione territoriale di primo livello del Paese e sono pari a 14. Ciascuno di essi si suddivide ulteriormente in distretti (manātiq, singolare: minṭaqa).

## Lista
| Localizzazione | Governatorato                    | Capoluogo   | Popolazione (2004) | Superficie (km2) |
| -------------- | -------------------------------- | ----------- | ------------------ | ---------------- |
|                | Governatorato di Aleppo          | Aleppo      | 4 045 166          | 18 498           |
|                | Governatorato del Rif di Damasco | Damasco     | 2 273 074          | 18 018           |
|                | Governatorato di Damasco         | Damasco     | 1 552 161          | 118              |
|                | Governatorato di Homs            | Homs        | 1 529 402          | 40 940           |
|                | Governatorato di Hama            | Hama        | 1 384 953          | 10 163           |
|                | Governatorato di al-Hasaka       | al-Hasaka   | 1 275 118          | 23 334           |
|                | Governatorato di Idlib           | Idlib       | 1 258 427          | 6 097            |
|                | Governatorato di Deir el-Zor     | Deir el-Zor | 1 004 747          | 33 060           |
|                | Governatorato di Laodicea        | Laodicea    | 879 551            | 2 297            |
|                | Governatorato di Dar'a           | Dar'a       | 843 478            | 3 730            |
|                | Governatorato di al-Raqqa        | al-Raqqa    | 793 514            | 19 618           |
|                | Governatorato di Tartus          | Tartus      | 701 395            | 1 896            |
|                | Governatorato di as-Suwayda      | as-Suwayda  | 313 231            | 5 550            |
|                | Governatorato di Quneitra        | Quneitra    | 66 593             | 1 861            |